# Гурьева, Екатерина Юрьевна
Екатерина Юрьевна Гурьева — Российская спортсменка Самая титулованная девушка по мотокроссу в России.
- Мастер спорта
- 7-ми кратная чемпионка России по мотокроссу
- Вошла в Топ-12 сильнейших гонщиц на Чемпионате мира
- Многократная победительница и призер международных соревнований в Германии, Голландии, и Прибалтики

В детстве и юношеском возрасте  так же имеет награды в других видах спорта и тоже имеет достижения :
Чемпионка Европы по кикбоксингу в разделе «сольные композиции» среди юниоров, и кандидат в мастера спорта по художественной гимнастике.
Родилась 04.11.1992 в Белгороде.
Воспитанница СК «Форсаж». С 5 до 12 лет занималась художественной гимнастикой, призёр областных соревнований, кандидат в мастера спорта.
Затем увлеклась кикбоксингом и в 2007 году выиграла Чемпионат Европы среди юниоров (номинация «сольные композиции»).
С 2008 года занимается мотокроссом. В 2009 выиграла Кубок России, 
в 2011 первый раз стала чемпионкой России по мотокроссу в классе «женщины». 
В 2021 году стала 7-ми кратной чемпионкой России по мотокроссу, и стала многократная победительница и призер международных соревнований в Германии, Голландии, и Прибалтики
Мастер спорта (Приказ от 18.06.2010 г. № 75-нг).